# Leopold Doctor
Leopold Doctor (* 30. Dezember 1812 in Frankfurt am Main; † 4. Mai 1872 ebenda) war ein deutscher Kaufmann und Politiker.
Doctor, der jüdischen Glaubens war, lebte als Kaufmann in der Freien Stadt Frankfurt. Dort war er auch politisch aktiv. 1863 bis zum Ende der Freien Stadt 1866 war er Mitglied des Gesetzgebenden Körpers der Stadt und nach deren Annexion durch Preußen war er nicht mehr politisch tätig.